# Völkershausen
Völkershausen là một đô thị trong huyện Wartburg ở bang Thüringen, Đức. Đô thị này có diện tích 14,19 km².